# Référendum de 2020 sur le vote alternatif au Massachusetts
Un Référendum de 2020 sur le vote alternatif a lieu le 3 novembre 2020 au Massachusetts. La population est amenée à se prononcer sur une proposition de loi d'initiative populaire, dite Question 2, visant à instaurer le vote alternatif comme mode de scrutin pour toutes les élections au niveau de l'état, ainsi que pour les élections fédérales à l'exception du président, à partir du 2022,.
La proposition de loi est rejetée par une majorité de près de 55 % des voix,.

## Résultats
| Choix                     | Votes     | %     |
| ------------------------- | --------- | ----- |
| Pour                      | 1 549 919 | 45,22 |
| Contre                    | 1 877 447 | 54,78 |
|                           |           |       |
| Votes valides             | 3 427 366 | 93,69 |
| Votes blancs et invalides | 230 639   | 6,31  |
| Total                     | 3 658 005 | 100   |
| Abstention                | 1 154 904 | 34,00 |
| Inscrits/Participation    | 4 812 909 | 76,00 |

| Pour 1 549 919 (45,22 %) |  |  | Contre 1 877 447 (54,78 %) |
| ▲                        |  |  |                            |
| Majorité absolue         |  |  |                            |